# Nettohandel
Der Nettohandel ist eine Buchhandelsform, die sich im 18. Jahrhundert hauptsächlich in Leipzig und Sachsen für wenige Jahre etablierte. Sie stellt den Übergang von der Tausch- zu Geldwirtschaft auf dem deutschen Buchmarkt dar.
Der bis 1760 geltende Tauschhandel wurde unter der Führung des Leipziger Verlegers Philipp Erasmus Reich von einer Gruppe sächsischer Verleger als ihre gültige Handelsform abgeschafft. Von nun an verlangten sie die Barzahlung ihrer Werke, verweigerten ihren Kollegen das Rückgaberecht und setzten deren Rabatt von dem ursprünglich geltenden „Viertelrabatt“ von 25 % auf 16 % bei Barzahlung herab. Dieses Vorgehen hatte besonders bei den süddeutschen Buchhändlern und ihren österreichischen Kollegen gravierende finanzielle Einbußen zur Folge, betrugen doch deren Transport- und „allgemeinen Messunkosten“ bereits 20 %. Diese allgemeinen Kosten waren zum Beispiel Reisespesen, die Miete für Lagerräume und die Bezahlung von Messehelfern auf den auswärtigen Buchmessen.